# Torrelavega Sí
Torrelavega Sí (TS) es un partido político español de ámbito municipal que se circunscribe a la ciudad de Torrelavega, Cantabria. Fue fundado en 2014 por un grupo de políticos y personas de la sociedad civil que quedaron descontentos con las presiones del Partido Socialista de Cantabria-PSOE al Grupo Municipal Socialista para presentar un moción de censura contra el por aquel entonces alcalde, Ildefonso Calderón (PP). 
Liderado desde su creación por la exalcaldesa de Torrelavega Blanca Rosa Gómez Morante, que estuvo al frente del Ayuntamiento en los periodos 1994-1999 y 2003-2011.

## Resultados electorales
Desde su creación, Torrelavega Sí ha concurrido a tres elecciones municipales entre 2015 y 2023.
|      | Votos | %     | Concejales |
| ---- | ----- | ----- | ---------- |
| 2015 | 3689  | 12,57 | 4          |
| 2019 | 1745  | 6,18  | 1          |
| 2023 | 2156  | 7,96  | 2          |